# 莱洛日
莱洛日（法語：Les Loges，法語發音：[le lɔʒ] ⓘ）是法国滨海塞纳省的一个市镇，属于勒阿弗尔区。

## 地理
莱洛日（49°41'59"N, 0°16'59"E）面积14.86 平方千米，位于法国诺曼底大区滨海塞纳省，该省份为法国北部沿海省份，其西部及北部濒大西洋英吉利海峡，东起顺时针与索姆省、瓦兹省、厄尔省和卡爾瓦多斯省接壤。
与莱洛日接壤的市镇（或旧市镇、城区）包括：贝努维尔、波尔多-圣克莱尔、屈韦维尔、丰格斯马尔、弗罗贝维尔、圣莱奥纳尔。

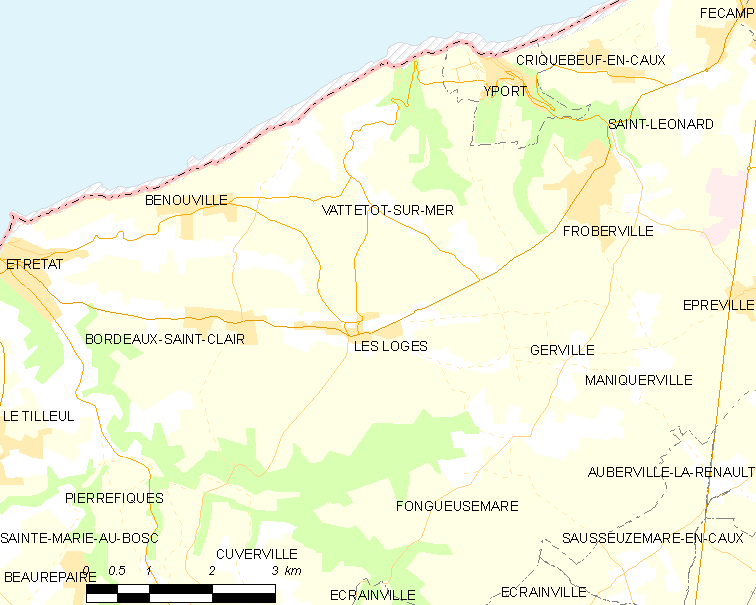
莱洛日的OSM定位图

莱洛日的时区为UTC+01:00、UTC+02:00（夏令时）。

## 行政
莱洛日的邮政编码为76790，INSEE市镇编码为76390。

## 政治
莱洛日所属的省级选区为费康县。

## 人口

1962-2008年间莱洛日人口变化图示

莱洛日于2022年1月1日时的人口数量为1115人。